# ATP Hong Kong Tennis Open 2025
ATP Hong Kong Tennis Open 2025 (còn được biết đến với Bank of China Hong Kong Tennis Open vì lý do tài trợ) là một giải quần vợt nam thi đấu trên mặt sân sân cứng ngoài trời. Đây là lần thứ 29 giải ATP Hong Kong Open được tổ chức, và là một phần của ATP 250 trong ATP Tour 2025. Giải đấu diễn ra tại Victoria Park Tennis Stadium ở Hồng Kông, Trung Quốc, từ ngày 30 tháng 12 năm 2024 đến ngày 5 tháng 1 năm 2025.

## Nội dung đơn

### Hạt giống
| Quốc gia | Tay vợt           | Xếp hạng1 | Hạt giống |
| -------- | ----------------- | --------- | --------- |
|          | Andrey Rublev     | 8         | 1         |
| ITA      | Lorenzo Musetti   | 17        | 2         |
|          | Karen Khachanov   | 19        | 3         |
| FRA      | Arthur Fils       | 20        | 4         |
| POR      | Nuno Borges       | 36        | 5         |
| USA      | Brandon Nakashima | 38        | 6         |
| ESP      | Pedro Martínez    | 43        | 7         |
| ITA      | Luciano Darderi   | 44        | 8         |

- 1 Bảng xếp hạng vào ngày 23 tháng 12 năm 2024.[2]

### Vận động viên khác
Đặc cách:
- Zizou Bergs
- Kei Nishikori
- Coleman Wong

Tham dự nhờ ATP Next Gen dành cho các tay vợt dưới 20 tuổi và xếp hạng trong top 250:
- Learner Tien

Vượt qua vòng loại:
- Marc-Andrea Hüsler
- Gabriel Diallo
- Alejandro Moro Cañas
- Francesco Passaro

### Rút lui
- Tallon Griekspoor → thay thế bởi  Bu Yunchaokete

## Nội dung đôi

### Hạt giống
| Quốc gia | Tay vợt          | Quốc gia | Tay vợt           | Xếp hạng1 | Hạt giống |
| -------- | ---------------- | -------- | ----------------- | --------- | --------- |
| FRA      | Sadio Doumbia    | FRA      | Fabien Reboul     | 66        | 1         |
| CZE      | Adam Pavlásek    | NED      | Jean-Julien Rojer | 75        | 2         |
| TUN      | Skander Mansouri | BEL      | Joran Vliegen     | 87        | 3         |
| IND      | Yuki Bhambri     | FRA      | Albano Olivetti   | 92        | 4         |

- 1 Bảng xếp hạng vào ngày 23 tháng 12 năm 2024

### Vận động viên khác
Đặc cách:
- Zizou Bergs /  Learner Tien
- Nam Ji-sung /  Coleman Wong

Thay thế:
- Gabriel Diallo /  Francesco Passaro

### Rút lui
- Shang Juncheng /  Denis Shapovalov → thay thế bởi  Gabriel Diallo /  Francesco Passaro

## Nhà vô địch

### Đơn
- Alexandre Müller đánh bại  Kei Nishikori 2–6, 6–1, 6–3

### Đôi
- Sander Arends /  Luke Johnson đánh bại  Karen Khachanov /  Andrey Rublev 7–5, 6–4, [10–7]